# Victoire Armande Josèphe de Rohan-Soubise
Victoire de Rohan, principessa di Guéméné (in francese: Victoire Armande Josèphe; Hôtel de Soubise, 28 dicembre 1743 – Parigi, 20 settembre 1807), fu un'aristocratica francese che fu la governante dei figli di Luigi XVI di Francia. È meglio nota come Madame de Guéméné.
Fu Signora di Clisson per proprio diritto.

## Biografia

### Infanzia
Victoire Armande Josèphe de Rohan era la seconda figlia femmina di Charles de Rohan, principe di Soubise. I Principi di Soubise erano un ramo cadetto del Casato di Rohan. Sua madre era la Principessa Anna Teresa di Savoia, una figlia di Vittorio Amedeo, principe di Carignano. Sua madre era anche una cugina di primo grado di Luigi XV attraverso una linea illegittima. Aveva una sorellastra maggiore, Carlotta, che sposò nel 1753 Louis Joseph de Bourbon, prince de Condé. In quanto Princesse de Condé, Carlotta era Princesse du sang scavalcò di gran lunga di rango la giovane sorellastra.
Poiché il Casato di Rohan rivendicavano di discendere dai medievali Duchi di Bretagna, i suoi membri, a corte, erano trattati da Princes étrangers con l'appellativo di Altezza.

### Matrimonio

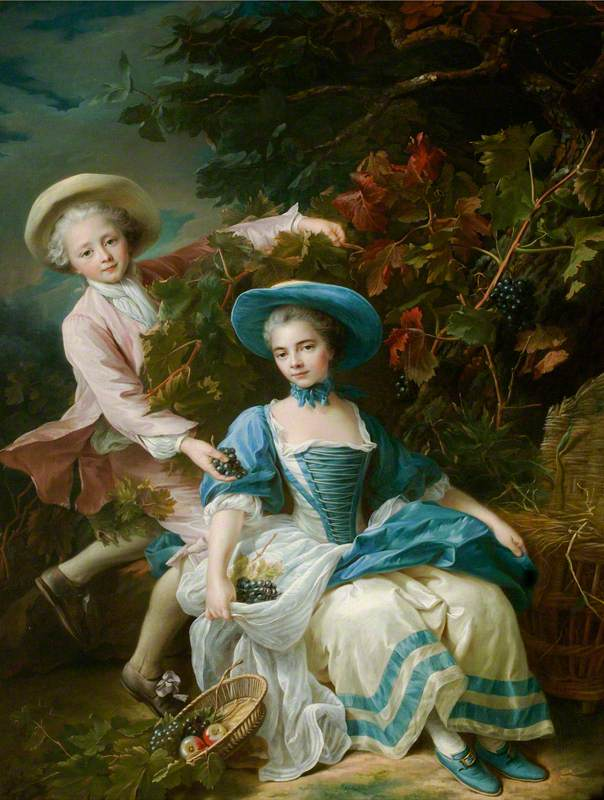
Il principe e la principessa di Guéméné, vestiti da vendemmiatori, in un ritratto di François-Hubert Drouais del 1757.

All'età di diciassette anni, Victoire sposò suo cugino, Henri Louis de Rohan, principe di Guéméné, che all'epoca aveva quindici anni. Egli era un membro del Casato di Rohan, del ramo dei Principi di Guéméné. Era un lontano cugino del cardinale de Rohan, che era caduto in disgrazia nel famoso Affare della collana di diamanti coinvolgendo Maria Antonietta, e del marchese de Launay, l'ultimo governatore reale della Bastiglia.
Henri Louis divenne il Gran Ciambellano di Francia. La coppia ebbe cinque figli.

### Madame de Guéméné

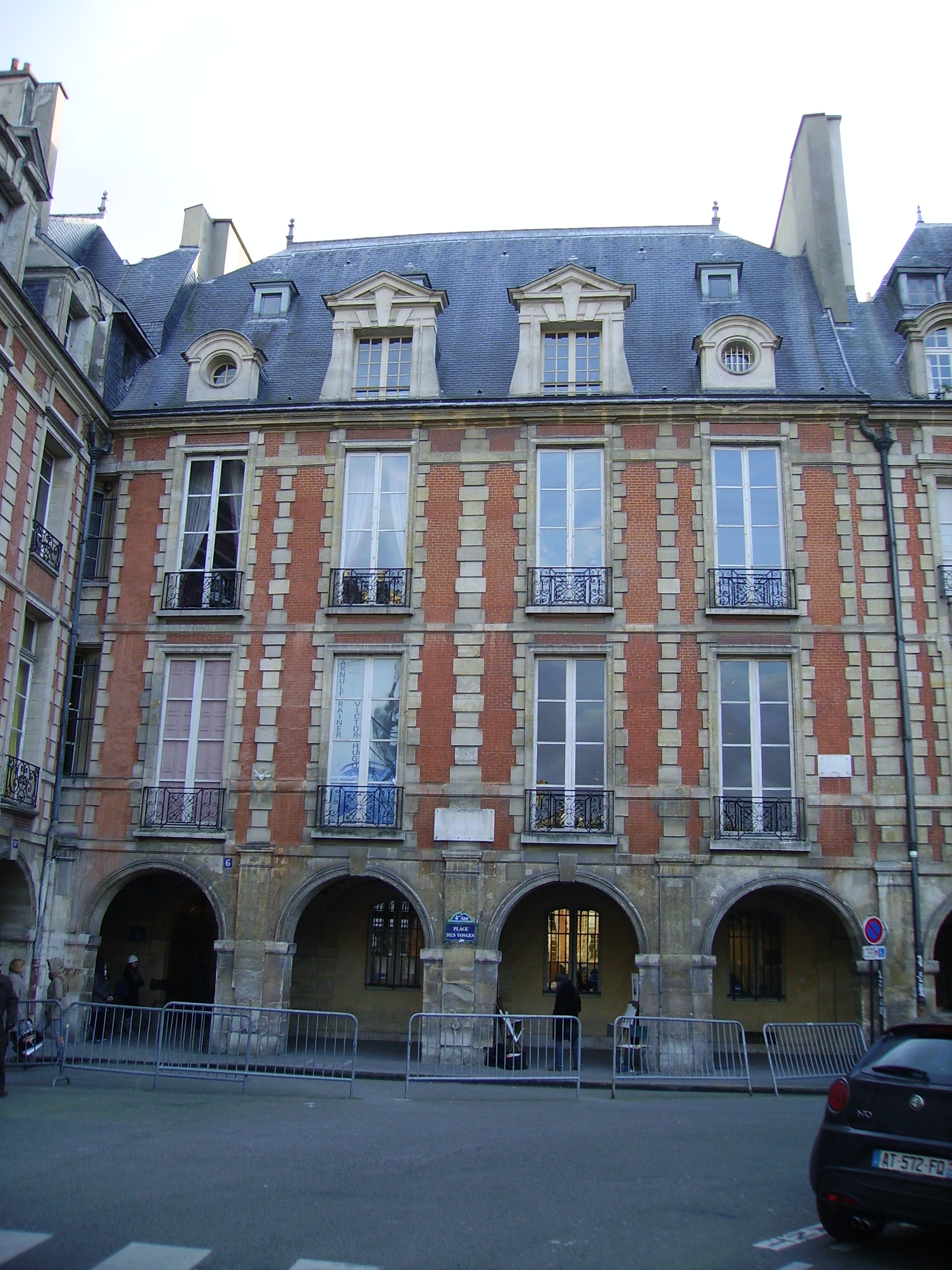
L'Hotel de Rohan-Guéméné

In seguito alla morte di suo padre nel 1788, il Duca ereditò il titolo di Prince de Guéméné. Successivamente, Victoire fu nota a corte come Madame de Guéméné. Lei e la sua famiglia vissero sontuosamente a Parigi all'Hôtel de Rohan-Guéméné, situato nella famosa Place des Vosges. Vivevano al numero 6. La coppia dovette vedere la proprietà nel 1797 al fine di pagare un debito enorme di 33 milioni di livres.

### Governante dei figli di Francia

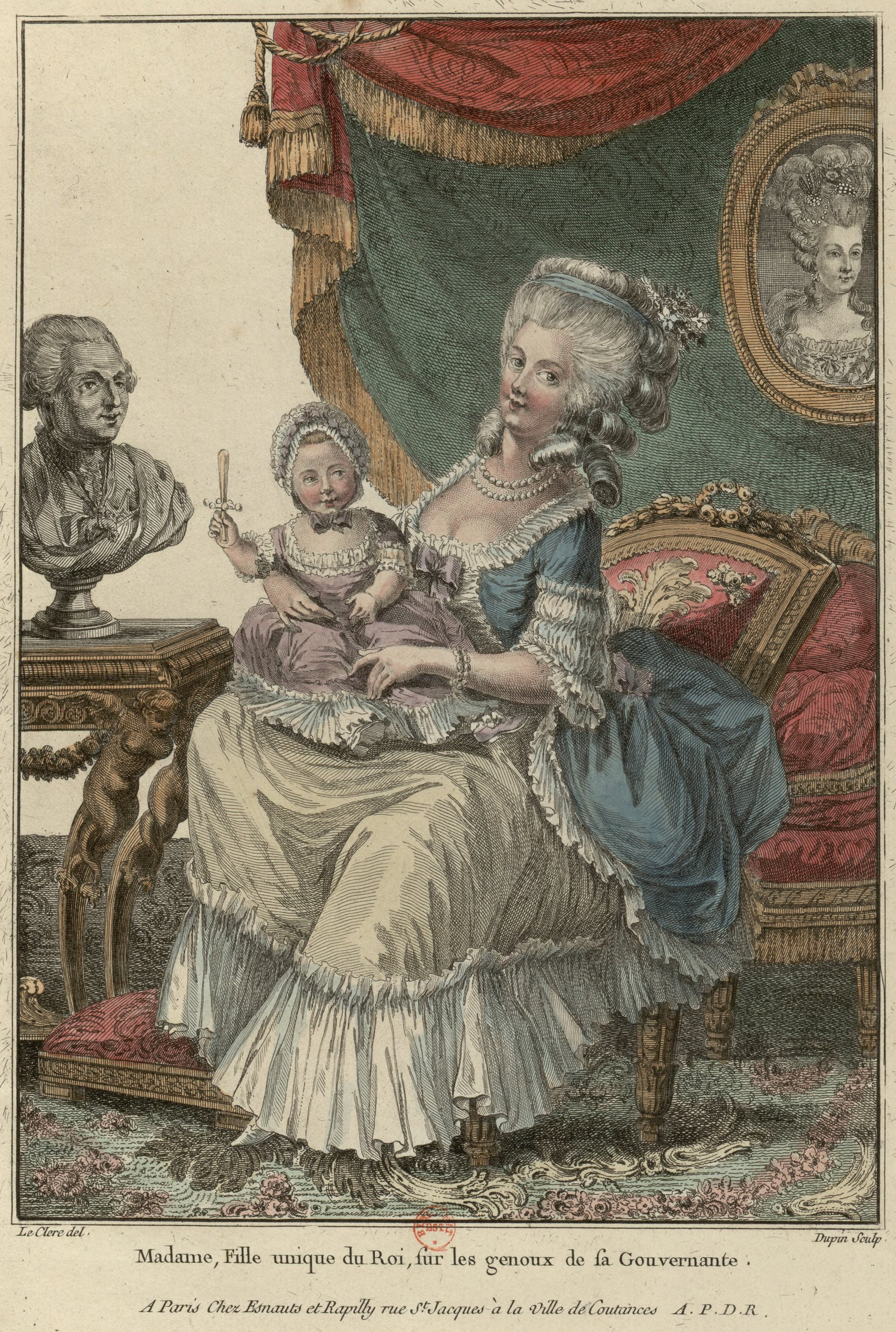
Incisione di Victoire de Rohan con Madame Royale dominato da un dipinto di Maria Antonietta, artista sconosciuto.

Nel 1775, Marie Louise de Lorraine, comtesse de Marsan (1720–1803) si dimise dall'incarico di Governante dei figli di Francia in favore di Victoire, che era sua nipote. Dal 1778 al 1782, Victoire fu responsabile della casa della figlia maggiore di Luigi XVI, Maria Teresa di Francia, nota a corte come Madame Royale. In questo ruolo, era responsabile di uno staff di oltre un centinaio di cortigiani e servitori.

### Allontanamento dalla Corte
Nel 1782, Victoire fu costretta a dimettersi dal suo incarico a causa di un scandalo creato dal debito crescente di suo marito, un debito che alla fine portò alla vendita del Hôtel de Rohan-Guémené dopo lo scoppio della rivoluzione francese. Victoire e suo marito proseguirono in varie relazioni con altri.

### Crisi matrimoniale
Diventò l'amante di Augustin Gabriel de Franquetot de Coigny, comte de Coigny (1740-1817), il padre di una delle sue protette, Aimée de Coigny, duchesse de Fleury (1769-1820), che ispirò il famoso poeta André Chénier. Il Principe de Guéméné nel frattempo ebbe una relazione con un'amica intima di Victoire, Thérèse Lucy de Dillon, comtesse de Dillon, (1751-1782), prima moglie di Arthur Dillon.

### Ultimi anni

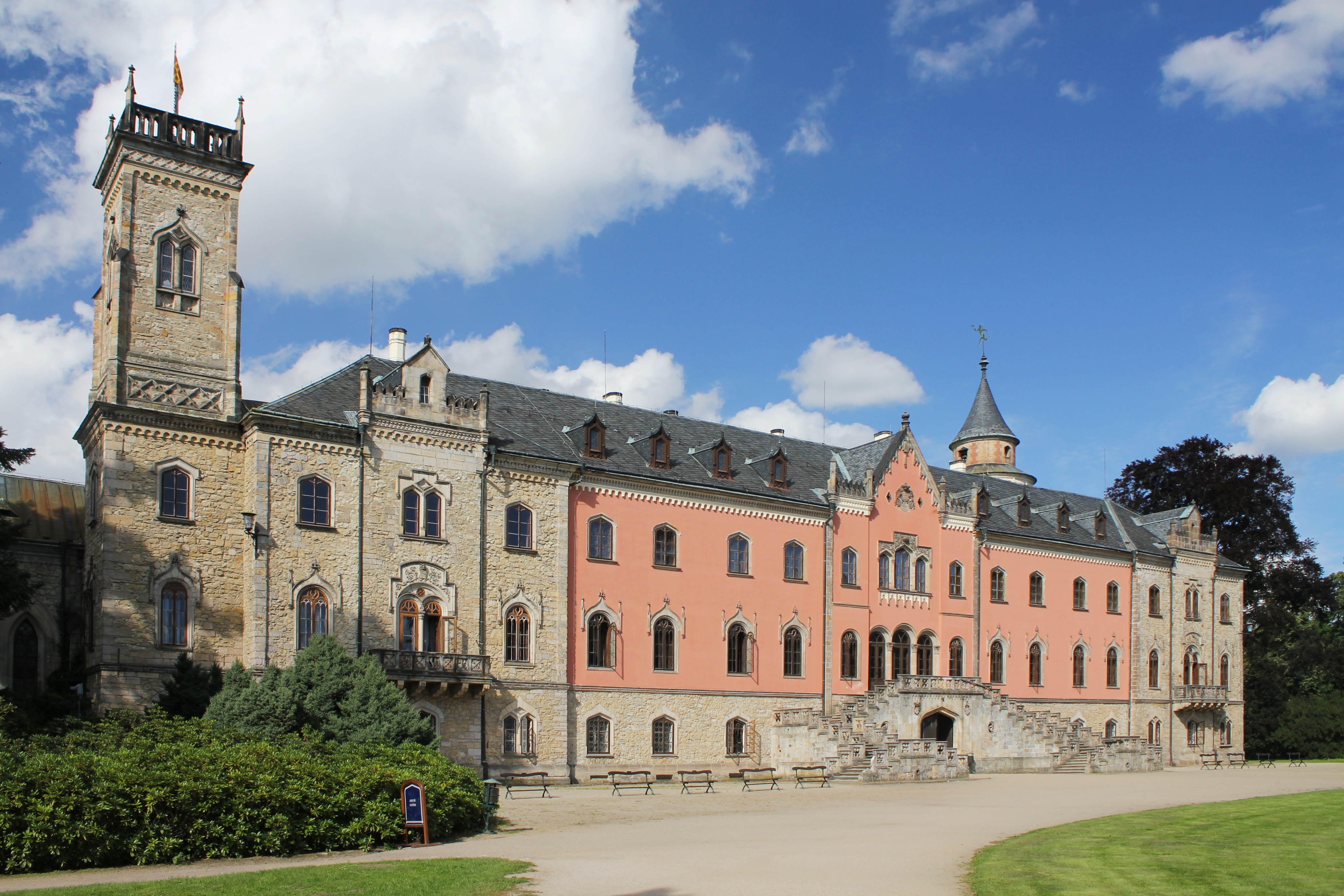
Facciata del castello di Sychrov

Alla morte del padre, il marito divenne l'erede legale al titolo di Principe di Soubise.
Victoire e suo marito vissero per vedere la rivoluzione francese, fuggendo in seguito in Austria. Si stabilirono infine in Boemia. Vissero al Castello di Sychrov, e fu qui che la famiglia Rohan ha vissuto per 125 anni.

### Morte
Victoire morì a Parigi nel settembre 1807, all'età di sessantatré anni, essendo sopravvissuta di gran lunga alla sorellastra Carlotta, che era morta nel 1760. Suo marito, il Principe, le sopravvisse di due anni.

## Discendenza
Victoire e Henri Louis de Rohan ebbero:
- Charlotte Victoire Joséphe Henriette de Rohan (17 novembre 1761 - 15 dicembre 1771)
- Charles Alain Gabriel de Rohan, Duca di Montbazon, Rohan e Guéméné; Principe di Guéméné (Versailles, 18 gennaio 1764 - Parigi, 24 aprile 1836); sposò nel 1781 Louise Aglae de Conflans d'Armentieres (1763-1819) ed ebbe figli.
- Marie Louise Josephine de Rohan (13 aprile 1765 - Parigi, 21 settembre 1839); sposò nel 1780 suo cugino, Charles Louis de Rohan, Duca di Montbazon (1765-1843) ed ebbe figli.
- Louis Victor de Rohan, duca di Rohan e Bouillon (Parigi, 20 luglio 1766 - Sichrow, 10 dicembre 1846); sposò nel 1800 sua nipote, Berthe de Rohan (1782-1841) e non ebbe figli.
- Jules Armand Louis de Rohan (Versailles, 20 ottobre 1768 - Sichrow, 13 gennaio 1836); sposò nel 1800 la ricca ereditiera, Principessa Wilhelmine Catherine Frédérique Biron von Kurland, Duchessa di Sagan (1781-1839) e non ebbe figli.

## Ascendenza
|                                              |                                            |                                        | Genitori                                      |  |  | Nonni |  |  | Bisnonni                             |  |  | Trisnonni             |  |
|                                              |                                            |                                        |                                               |  |  |       |  |  | 8. Hercule Mériadec de Rohan-Soubise |  |  | 16. François de Rohan |  |
|                                              |                                            |                                        |                                               |  |  |       |  |  | 8. Hercule Mériadec de Rohan-Soubise |  |  | 16. François de Rohan |  |
|                                              |                                            | 17. Anne de Rohan-Chabot               |                                               |  |  |       |  |  | 8. Hercule Mériadec de Rohan-Soubise |  |  |                       |  |
| 4. Jules de Rohan-Soubise                    |                                            |                                        |                                               |  |  |       |  |  | 8. Hercule Mériadec de Rohan-Soubise |  |  |                       |  |
|                                              |                                            | 9. Anne Geneviève de Lévis             | 18. Louis Charles de Lévis                    |  |  |       |  |  |                                      |  |  |                       |  |
|                                              |                                            | 9. Anne Geneviève de Lévis             | 18. Louis Charles de Lévis                    |  |  |       |  |  |                                      |  |  |                       |  |
|                                              |                                            | 9. Anne Geneviève de Lévis             | 19. Charlotte de La Mothe Houdancourt         |  |  |       |  |  |                                      |  |  |                       |  |
| 2. Charles de Rohan-Soubise                  |                                            | 9. Anne Geneviève de Lévis             |                                               |  |  |       |  |  |                                      |  |  |                       |  |
|                                              |                                            | 10. Louis I de Melun                   | 20. Alexandre Guillaume de Melun              |  |  |       |  |  |                                      |  |  |                       |  |
|                                              |                                            | 10. Louis I de Melun                   | 20. Alexandre Guillaume de Melun              |  |  |       |  |  |                                      |  |  |                       |  |
|                                              |                                            | 10. Louis I de Melun                   | 21. Jeanne-Pélagie de Rohan-Chabot            |  |  |       |  |  |                                      |  |  |                       |  |
| 5. Anne Julie de Melun                       |                                            | 10. Louis I de Melun                   |                                               |  |  |       |  |  |                                      |  |  |                       |  |
|                                              |                                            | 11. Elisabetta Teresa di Lorena        | 22. Francesco Maria di Lorena                 |  |  |       |  |  |                                      |  |  |                       |  |
|                                              |                                            | 11. Elisabetta Teresa di Lorena        | 22. Francesco Maria di Lorena                 |  |  |       |  |  |                                      |  |  |                       |  |
|                                              |                                            | 11. Elisabetta Teresa di Lorena        | 23. Anna di Lorena                            |  |  |       |  |  |                                      |  |  |                       |  |
| 1. Victoire Armande Josèphe de Rohan-Soubise |                                            | 11. Elisabetta Teresa di Lorena        |                                               |  |  |       |  |  |                                      |  |  |                       |  |
|                                              | 12. Emanuele Filiberto di Savoia-Carignano | 24. Tommaso Francesco di Savoia        |                                               |  |  |       |  |  |                                      |  |  |                       |  |
|                                              | 12. Emanuele Filiberto di Savoia-Carignano | 24. Tommaso Francesco di Savoia        |                                               |  |  |       |  |  |                                      |  |  |                       |  |
|                                              | 12. Emanuele Filiberto di Savoia-Carignano | 25. Maria di Borbone-Soissons          |                                               |  |  |       |  |  |                                      |  |  |                       |  |
| 6. Vittorio Amedeo I di Savoia-Carignano     | 12. Emanuele Filiberto di Savoia-Carignano |                                        |                                               |  |  |       |  |  |                                      |  |  |                       |  |
|                                              |                                            | 13. Angela Maria Caterina d'Este       | 26. Borso d'Este                              |  |  |       |  |  |                                      |  |  |                       |  |
|                                              |                                            | 13. Angela Maria Caterina d'Este       | 26. Borso d'Este                              |  |  |       |  |  |                                      |  |  |                       |  |
|                                              |                                            | 13. Angela Maria Caterina d'Este       | 27. Ippolita d'Este                           |  |  |       |  |  |                                      |  |  |                       |  |
| 3. Anna Teresa di Savoia-Carignano           |                                            | 13. Angela Maria Caterina d'Este       |                                               |  |  |       |  |  |                                      |  |  |                       |  |
|                                              |                                            | 14. Vittorio Amedeo II di Savoia       | 28. Carlo Emanuele II di Savoia               |  |  |       |  |  |                                      |  |  |                       |  |
|                                              |                                            | 14. Vittorio Amedeo II di Savoia       | 28. Carlo Emanuele II di Savoia               |  |  |       |  |  |                                      |  |  |                       |  |
|                                              |                                            | 14. Vittorio Amedeo II di Savoia       | 29. Maria Giovanna Battista di Savoia-Nemours |  |  |       |  |  |                                      |  |  |                       |  |
| 7. Vittoria Francesca di Savoia              |                                            | 14. Vittorio Amedeo II di Savoia       |                                               |  |  |       |  |  |                                      |  |  |                       |  |
|                                              |                                            | 15. Jeanne Baptiste d'Albert de Luynes | 30. Louis Charles d'Albert de Luynes          |  |  |       |  |  |                                      |  |  |                       |  |
|                                              |                                            | 15. Jeanne Baptiste d'Albert de Luynes | 30. Louis Charles d'Albert de Luynes          |  |  |       |  |  |                                      |  |  |                       |  |
|                                              |                                            | 15. Jeanne Baptiste d'Albert de Luynes | 31. Anne de Rohan-Montbazon                   |  |  |       |  |  |                                      |  |  |                       |  |
|                                              |                                            | 15. Jeanne Baptiste d'Albert de Luynes |                                               |  |  |       |  |  |                                      |  |  |                       |  |

## Titoli e trattamento
- 28 dicembre 1743 – 15 gennaio 1761: Sua Altezza, la principessa Victoire Armande Josèphe de Rohan-Soubise
- 15 gennaio 1761 – 10 dicembre 1788: Sua Altezza, la Principessa di Guéméné
- 10 dicembre 1788 – 20 settembre 1807: Sua Altezza, la Duchessa di Montbazon